# Veryカープ!バッチコイする応援団
『Veryカープ!バッチコイする応援団』（ベリーカープ!バッチコイするおうえんだん）はRCCラジオ（中国放送）で2017年4月4日（2017年シーズン）から2021年シーズンまで放送されたラジオ番組。
この番組は『カープ女子 恋する応援団♪』の放送枠を引き継いで、新しい広島カープの応援番組として再出発するもので、その日の試合を実況録音という形で振り返るとともに、全国にあるカープの私設応援団を含むカープのファンに電話をしたりするもの。
なお、タイトル内にある『Veryカープ!』とはRCCテレビ・RCCラジオが2016年から掲げているカープ戦中継のキャッチコピーである。

## 放送時間
- 火曜 - 金曜『RCCカープナイター』中継終了後（21:00） - 21:50

## パーソナリティ
※原則として記載曜日の担当だが、不定期で他曜日の担当もあり
- 住本明日香（火曜、2017年度から出演）
- 新木緑（水曜、2019年度から出演、元RCCラジオカーリポーター）
- 寺内優（木曜、RCCアナウンサー、過去にはプロ野球実況を行っていた。）
- 週替わり(金曜、RCCプロ野球実況担当アナウンサー)

### 過去
- 伊東平（RCCアナウンサー、2017年度から出演、2021年度も不定期で担当）
- 石田充（RCCアナウンサー、2019年度から出演、2021年度も不定期で担当）
- 金田和恵（2017年度・2018年度に出演）

### 備考
- 2020年度の場合、原則として火曜から木曜は住本と新木のどちらかが各週1回ずつの担当、金曜は寺内が担当。
- 2017年度と2018年度の場合、原則として火曜日は金田、水曜日は伊東、木曜日は住本が担当。金曜日は住本と金田のどちらかが持ち回りで担当しているが、要員の都合で伊東が水曜にベンチリポートを担当した場合は住本と金田のいずれかが担当する。一例として、2017年7月5日の「広島 vs 巨人」はテレビ中継（RCCローカル。BS-TBS向けはTBSが別制作）とラジオ中継（自社向け＝ニッポン放送・NRN全国中継本番、裏送り＝TBSラジオ・JRN全国中継本番）の3波を制作したため、伊東がJRN裏送り分のベンチリポートを担当し、本番組は住本が担当した。